# Clumsy
"Clumsy" är en sång av den amerikanska popsångerskan Fergie från sitt första studioalbum The Dutchess. Sången var skriven av Fergie och will.i.am och innehåller delar av "The Girl Can't Help It" av Little Richard, "Who Was That" av Deee-Lite och "Poor Georgie" av MC Lyte. "Clumsy" släpptes som den femte singeln av The Dutchess och låg som högst på Billboard Hot 100 på femte plats, vilket blev Fergies femte singel i topp fem. 
Sången debuterade på femtonde plats på Sverigetopplistan, vilket också blev dess högsta placering. En remix tillsammans med Soulja Boy Tell 'Em släpptes på Itunes i december 2007.

## Låtlistor
CD
1. "Clumsy" (radio edit)
2. "Clumsy" (instrumental)
3. "Clumsy" (revisited)
4. "Clumsy" (musikvideo)

Australiensk CD
1. "Clumsy" (radio edit)
2. "Clumsy" (revisited)

Itunes EP
1. "Clumsy" (Collipark Remix) (featuring Soulja Boy Tell 'Em)
2. "Clumsy" (Pajon Rock Mix)
3. "Get Your Hands Up"

## Listplaceringar
| Lista                             | Högsta position |
| --------------------------------- | --------------- |
| Australien ARIA                   | 3               |
| Österrike Topp 40                 | 53              |
| Canadian Hot 100                  | 4               |
| Tjeckiska IFPI airplaylistan      | 12              |
| Danska singellistan               | 34              |
| Nederländerna Mega Single Top 100 | 84              |
| Tyska singellistan                | 50              |
| Irländska singellistan            | 17              |

| Lista                           | Högsta position |
| ------------------------------- | --------------- |
| Nya Zeeland RIANZ singellistan  | 4               |
| Rumänien Topp 100               | 22              |
| Slovak IFPI airplaylistan       | 14              |
| Sverigetopplistan               | 15              |
| UK Singles Chart                | 62              |
| Billboard Hot 100               | 5               |
| Billboard Pop 100               | 2               |
| Billboard Hot R&B/Hip-Hop Songs | 89              |